# RANKL
RANKL (receptorski aktivator za nuklearni faktor κB ligand), takođe poznat kao TNF-srodni aktivacijom-indukovani citokin (TRANCE), osteoprotegerin ligand (OPGL), i ODF (faktor osteoklast diferencijacije), je važan molekul za metabolizam kostiju. Ovaj prirodni, neophodni, za površinu-vezani molekul koji se nalazi na osteoblastima aktivira osteoklaste, ćelije koje učestvuju u resorpciji kostiju. Prekomerna RANKL produkcija je implicirana u mnoge degenerativne bolesti kostiju, kao što su reumatoidni artritis i psorijatični artritis.
RANKL takođe ima funkciju u imunskom sistemu, gde ga izražavaju T pomoćne ćelije, i za njega se misli da učestvuje u maturaciji dendritskih ćelija. Za ovaj protein je bilo pokazano da je faktor preživljavanja dendritskih ćelija i da učestvuje u regulaciji imunskog odgovora T ćelija. Za T ćelijsku aktivaciju je nađeno da indukuje ekspresiju RANKL gena i da dovodi do povećanja osteoklastogeneze i gubitka koštane mase. Za ovaj protein je bilo pokazano da aktivira antiapoptoznu kinazu AKT/PKB kroz signalni kompleks koji obuhvata  kinazu i TNF receptor-asocirani faktor (TRAF) 6. Ovo indicira da ovaj protein možda ima ulogu u regulaciji ćelijske apoptoze. Blokiranje srodnog gena kod miševa dovodi do intenzivne osteopetroze i gubitka osteoklasta. Deficijentni miševi manifestuju defekte u ranoj diferencijaciji T i B limfocita, i ne mogu da formiraju lobulo-alveolarne sisarske strukture tokom trudnoće. Dva alternativno splajsovane transkriptne varijante su bile nađene.

## Literatura
- Whyte M (2006). „The long and the short of bone therapy”. New England Journal of Medicine. 354 (8): 860—3. PMID 16495400. doi:10.1056/NEJMe068003. link Архивирано на веб-сајту  (5. јануар 2010)
- Buckley KA, Fraser WD (2003). „Receptor activator for nuclear factor kappaB ligand and osteoprotegerin: regulators of bone physiology and immune responses/potential therapeutic agents and biochemical markers.”. Ann. Clin. Biochem. 39 (Pt 6): 551—6. PMID 12564836. doi:10.1258/000456302760413324.
- Jeffcoate W (2005). „Vascular calcification and osteolysis in diabetic neuropathy-is RANK-L the missing link?”. Diabetologia. 47 (9): 1488—92. PMID 15322748. doi:10.1007/s00125-004-1477-5.
- Collin-Osdoby P (2005). „Regulation of vascular calcification by osteoclast regulatory factors RANKL and osteoprotegerin.”. Circ. Res. 95 (11): 1046—57. PMID 15564564. doi:10.1161/01.RES.0000149165.99974.12.
- Whyte MP, Mumm S (2005). „Heritable disorders of the RANKL/OPG/RANK signaling pathway.”. Journal of musculoskeletal & neuronal interactions. 4 (3): 254—67. PMID 15615493.
- Clohisy DR, Mantyh PW (2005). „Bone cancer pain and the role of RANKL/OPG.”. Journal of musculoskeletal & neuronal interactions. 4 (3): 293—300. PMID 15615497.
- Anandarajah AP, Schwarz EM (2006). „Anti-RANKL therapy for inflammatory bone disorders: Mechanisms and potential clinical applications.”. J. Cell. Biochem. 97 (2): 226—32. PMID 16240334. doi:10.1002/jcb.20674.
- Baud'huin M; Duplomb L; Ruiz Velasco C;  . (2007). „Key roles of the OPG-RANK-RANKL system in bone oncology.”. Expert Rev Anticancer Ther. 7 (2): 221—32. PMID 17288531. doi:10.1586/14737140.7.2.221.
- Yogo K, Ishida-Kitagawa N, Takeya T (2007). „Negative autoregulation of RANKL and c-Src signaling in osteoclasts.”. J. Bone Miner. Metab. 25 (4): 205—10. PMID 17593489. doi:10.1007/s00774-007-0751-2.
- Boyce BF, Xing L (2007). „Biology of RANK, RANKL, and osteoprotegerin.”. Arthritis Res. Ther. 9 Suppl 1: S1. PMC 1924516 . PMID 17634140. doi:10.1186/ar2165.
- McClung M (2007). „Role of RANKL inhibition in osteoporosis.”. Arthritis Res. Ther. 9 Suppl 1: S3. PMC 1924518 . PMID 17634142. doi:10.1186/ar2167.

## Spoljašnje veze
- signalni put
- RANKL+Protein на 